# Лусіла Бесерра
Лусіла Бесерра (ісп. Lucila Becerra; нар. 22 липня 1965) — колишня мексиканська тенісистка.
Найвищу одиночну позицію світового рейтингу — 253 місце досягла 7 серпня 1995, парну — 194 місце — 10 липня 1995 року.

## Фінали ITF

### Одиночний розряд: 16 (9–7)
| Результат | Ранг | Дата            | Турнір                         | Покриття | Суперниця             | Рахунок       |
| --------- | ---- | --------------- | ------------------------------ | -------- | --------------------- | ------------- |
| Поразка   | 1.   | 3 серпня 1986   | Керетаро, Мексика              | Ґрунт    | Клаудія Ернандес      | W/O           |
| Поразка   | 2.   | 24 липня 1988   | Леон (Мексика), Мексика        | Тверде   | Карім Штромаєр        | 4–6, 2–6      |
| Перемога  | 1.   | 31 липня 1988   | Мехіко, Мексика                | Ґрунт    | Клаудія Ернандес      | 6–1, 6–3      |
| Поразка   | 3.   | 23 серпня 1992  | Куернавака, Мексика            | Тверде   | Кароль Лукареллі      | 3–6, 5–7      |
| Поразка   | 4.   | 5 жовтня 1992   | Мехіко, Мексика                | Ґрунт    | Нора Байчикова        | 5–7, 7–5, 6–7 |
| Перемога  | 2.   | 11 жовтня 1992  | Мехіко, Мексика                | Ґрунт    | Алехандра Вальєхо     | 6–2, 3–6, 6–1 |
| Поразка   | 5.   | 19 вересня 1993 | Гвадалахара (Мексика), Мексика | Ґрунт    | Шочітль Ескобедо      | 6–2, 4–6, 2–6 |
| Перемога  | 3.   | 26 вересня 1993 | Гвадалахара (Мексика), Мексика | Ґрунт    | Шочітль Ескобедо      | 6–4, 6–2      |
| Перемога  | 4.   | 3 жовтня 1993   | Монтеррей, Мексика             | Ґрунт    | Ріта Пічардо          | 6–3, 7–5      |
| Перемога  | 5.   | 10 жовтня 1993  | Сакатекас (штат), Мексика      | Тверде   | Мартіна Неєдли        | 6–1, 6–1      |
| Перемога  | 6.   | 17 жовтня 1993  | Сальтільйо, Мексика            | Тверде   | Стефані Ріс           | 6–2, 7–6      |
| Поразка   | 6.   | 17 липня 1994   | Толука-де-Лердо, Мексика       | Тверде   | Йокоборі Мікі         | 4–6, 6–2, 2–6 |
| Поразка   | 7.   | 19 вересня 1994 | Гвадалахара (Мексика), Мексика | Тверде   | Арансасу Гальярдо     | 6–4, 3–6, 1–6 |
| Перемога  | 7.   | 26 вересня 1994 | Гвадалахара (Мексика), Мексика | Ґрунт    | Марія Долорес Кампана | 7–6(3), 6–1   |
| Перемога  | 8.   | 3 жовтня 1994   | Сакатекас (Сакатекас), Мексика | Тверде   | Марія Долорес Кампана | 6–4, 6–2      |
| Перемога  | 9.   | 24 липня 1995   | Салвадор (Бразилія), Бразилія  | Тверде   | Ліззі Джелфс          | 6–4, 6–3      |

### Парний розряд: 27 (22–5)
| Результат | Ранг | Дата            | Турнір                          | Покриття | Партнерка          | Суперниці                              | Рахунок       |
| --------- | ---- | --------------- | ------------------------------- | -------- | ------------------ | -------------------------------------- | ------------- |
| Перемога  | 1.   | 3 серпня 1986   | Керетаро, Мексика               | Ґрунт    | Малука Льямас      | Клаудія Ернандес Leticia Herrera       | 4–6, 6–4, 6–4 |
| Перемога  | 2.   | 10 серпня 1986  | Леон (Мексика), Мексика         | Ґрунт    | Малука Льямас      | Клаудія Ернандес Leticia Herrera       | 6–3, 6–3      |
| Поразка   | 1.   | 18 вересня 1986 | Мурсія, Іспанія                 | Ґрунт    | Малука Льямас      | Анне Аалонен Патрісія Гай-Буле         | 6–7, 3–6      |
| Поразка   | 2.   | 29 червня 1987  | Мехіко, Мексика                 | Тверде   | Малука Льямас      | Карін Баккум Теміс Замбржицькі         | 3–6, 4–6      |
| Перемога  | 3.   | 12 липня 1987   | Сан-Луїс-Потосі (штат), Мексика | Тверде   | Малука Льямас      | Джекі Мастерс Мішелл Парун             | 6–4, 7–6      |
| Поразка   | 3.   | 7 березня 1988  | Кастельйон-де-ла-Плана, Іспанія | Ґрунт    | Клаудія Ернандес   | Ханет Соуто Ніноска Соуто              | 6–4, 2–6, 2–6 |
| Перемога  | 4.   | 6 червня 1988   | Кі-Біскейн (Флорида), США       | Тверде   | Шочітль Ескобедо   | Софі Ам'яш Дженніфер Сентрок           | 6–4, 2–6, 7–5 |
| Перемога  | 5.   | 17 липня 1988   | Гвадалахара (Мексика), Мексика  | Ґрунт    | Шочітль Ескобедо   | Blanca Borbolla Арансасу Гальярдо      | 6–2, 6–1      |
| Перемога  | 6.   | 25 липня 1988   | Мехіко, Мексика                 | Тверде   | Шочітль Ескобедо   | Jamie Pisarcik Карім Штромаєр          | 6–4, 2–6, 6–4 |
| Поразка   | 4.   | 3 червня 1990   | Сан-Луїс-Потосі (штат), Мексика | Тверде   | Теміс Замбржицькі  | Джин Лозано Лупіта Новело              | 3–6, 6–4, 1–6 |
| Перемога  | 7.   | 9 березня 1992  | Монтеррей, Мексика              | Тверде   | Вінченца Прокаччі  | Ріта Пічардо Белькіс Родрігес          | 6–4, 6–4      |
| Поразка   | 5.   | 30 серпня 1992  | Керетаро, Мексика               | Тверде   | Шочітль Ескобедо   | Рената Колбовіч Ванесса Вебб           | 3–6, 2–6      |
| Перемога  | 8.   | 6 вересня 1992  | Толука-де-Лердо, Мексика        | Тверде   | Шочітль Ескобедо   | Рената Колбовіч Ванесса Вебб           | 7–6, 6–7, 7–5 |
| Перемога  | 9.   | 13 вересня 1992 | Мехіко, Мексика                 | Ґрунт    | Шочітль Ескобедо   | Клаудія Чабалгойті Ісабела Петров      | 6–3, 6–2      |
| Перемога  | 10.  | 11 жовтня 1992  | Мехіко, Мексика                 | Ґрунт    | Клаудія Мусіньйо   | Fanny Hernández Cynthia Ojeda          | 6–3, 6–1      |
| Перемога  | 11.  | 19 вересня 1993 | Гвадалахара (Мексика), Мексика  | Ґрунт    | Шочітль Ескобедо   | Kellie Dorman-Tyrone Philippa Palmer   | 6–4, 6–2      |
| Перемога  | 12.  | 3 жовтня 1993   | Монтеррей, Мексика              | Ґрунт    | Шочітль Ескобедо   | Happy Ho Клаудія Мусіньйо              | 6–2, 6–1      |
| Перемога  | 13.  | 10 жовтня 1993  | Сакатекас (Сакатекас), Мексика  | Тверде   | Шочітль Ескобедо   | Adriana Garcia Йоанніс Монтесіно       | 6–1, 6–4      |
| Перемога  | 14.  | 17 жовтня 1993  | Сальтільйо, Мексика             | Тверде   | Шочітль Ескобедо   | Клаудія Мусіньйо Сілвія Шенк           | 7–6(11), 6–2  |
| Перемога  | 15.  | 11 липня 1994   | Толука-де-Лердо, Мексика        | Тверде   | Клаудія Мусіньйо   | Kellie Dorman-Tyrone Шочітль Ескобедо  | 6–0, 6–4      |
| Перемога  | 16.  | 18 липня 1994   | Мехіко, Мексика                 | Тверде   | Клаудія Мусіньйо   | Хімена Родрігес Паула Уманья           | 5–7, 6–4, 6–3 |
| Перемога  | 17.  | 25 вересня 1994 | Гвадалахара (Мексика), Мексика  | Тверде   | Шочітль Ескобедо   | Йоанніс Монтесіно Белькіс Родрігес     | 6–3, 6–3      |
| Перемога  | 18.  | 2 жовтня 1994   | Мехіко, Мексика                 | Тверде   | Шочітль Ескобедо   | Клаудія Мусіньйо Паула Уманья          | 6–4, 6–4      |
| Перемога  | 19.  | 9 жовтня 1994   | Сакатекас (штат), Мексика       | Ґрунт    | Шочітль Ескобедо   | Марія Долорес Кампана Клаудія Мусіньйо | 6–4, 6–4      |
| Перемога  | 20.  | 25 червня 1995  | Толука-де-Лердо, Мексика        | Тверде   | Джессіка Фернандес | Трейсі Гаєте Рената Колбовіч           | 6–4, 6–4      |
| Перемога  | 21.  | 22 червня 1997  | Четумаль, Мексика               | Тверде   | Ana Paola Gonzalez | Alejandra Hernández Rochelle Raiss     | 6–4, 6–3      |
| Перемога  | 22.  | 27 жовтня 1997  | Кульякан, Мексика               | Тверде   | Ісабела Петров     | Paola Arrangoiz Аліна Жидкова          | 7–5, 6–0      |